# ASCOD

Az ASCOD (Austrian Spanish Cooperation Development) egy osztrák-spanyol együttműködésben kifejlesztett gyalogsági harcjármű. A 3+8 főt szállítani képes harcjármű osztrák verzióját Ulan, a spanyol verzióját Pizarro néven rendszeresítették a fejlesztő országok. A típus egy változatát Ajax néven a brit haderő is rendszeresíteni tervezi és bár több száz példány leszállításra került, számos műszaki probléma nehezíti a rendszeresítési folyamatot.